# 黎允文
黎允文（1961年—），香港音樂家、電影配樂家，為八十年代已解散樂隊「小島樂隊」及九十年代樂隊「天織堂」的成員之一。经常合作的導演有林超賢、張婉婷、羅啟銳、李仁港等。

## 作品

### 電影配樂

#### 1990年至1999年
- 我愛你 （1998）
- 星月童話 （1999）

#### 2000年至今
- 制服誘惑2地下法庭 （2000）
- 阿虎 （2000）
- 北京樂與路 （2001）
- 一碌蔗 （2002）
- 少年阿虎 （2003）
- 猛龍 （2005）
- b420 （2005）
- 天行者 （2006）
- 大丈夫2 （2006）
- 我要成名 （2006）
- 神槍手與智多星 （2007）
- 地獄第19層 （2007）
- 証人 （2008）
- 桃花運 （2008）
- 風雲決 （2008）
- 三國之見龍卸甲 （2008）
- 神鎗手 （2009）
- 火龍 （2010）
- 撕票風雲 （2010）
- 歲月神偷 （2010）
- 錦衣衛 （2010）
- 綫人（2010）
- 關雲長（2011）
- 李獻計歷險記（2011）
- 鴻門宴（2011）
- 四大名捕（2011）
- 被偷走的那五年（2013）
- 激戰(2013)
- 天將雄師 (2014)
- 三城記 (2014)
- 破風 (2014)
- 巴啦啦小魔仙之魔法的考驗（2014）
- 謀殺似水年華 (2015)
- 盗墓笔记 (2016)
- 失衡凶間-3集(2021)
- 刺局之青面修羅（2022）

## 獲獎紀錄
- 2009年亞洲電影大獎
  - 最佳原創音樂提名─三國之見龍卸甲
- 香港電影金像獎
  - 第21屆最佳原創電影音樂提名─北京樂與路
  - 第28屆最佳原創電影音樂提名─三國之見龍卸甲
  - 第31屆最佳原創電影音樂提名─鴻門宴[2]
- 2016年第十三届长春电影节
  - 最佳音乐奖赋予影片《破风》[3]